# Waldorfpädagogik

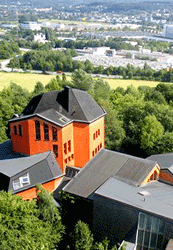
Institut für Waldorf-Pädagogik in Witten-Annen

Die Waldorfpädagogik wurde um 1919 von Rudolf Steiner auf der Grundlage des Menschenbildes der von ihm selbst begründeten Anthroposophie entwickelt. Sie wird der Reformpädagogik zugerechnet.
Steiner konzipierte die Waldorfpädagogik für die 1919 in Stuttgart eröffnete Betriebsschule für die Kinder der Arbeiter und Angestellten der Waldorf-Astoria-Zigarettenfabrik (heute Freie Waldorfschule Uhlandshöhe). Nach diesem Vorbild entstanden bald auch an anderen Orten sogenannte Waldorfschulen, zunächst in Deutschland, dann aber auch in anderen Ländern. Heute wird die Waldorfpädagogik weltweit praktiziert.
Im Jahre 1973 wurde das Institut für Waldorf-Pädagogik in Witten gegründet.
Als theoretische Fundierung dient die Waldorfpädagogik für die Waldorfschulen und -kindergärten. Daneben gibt es auch Schulen in Einrichtungen der anthroposophischen Heilpädagogik. Die Emil Molt Akademie ist eine waldorfpädagogische Berufsfachschule und Fachoberschule.
In Deutschland gibt es 597 Waldorfkindergärten und 256 Waldorfschulen, weltweit 1922 Waldorfkindergärten und 1283 Waldorfschulen in mehr als 60 Ländern (Stand: April 2024).

## Grundlagen
Die Waldorfpädagogik gründet sich im Wesentlichen auf das von Rudolf Steiner Anfang des 20. Jahrhunderts entwickelte anthroposophische Menschenbild. Im Sinne der sozialen Dreigliederung versucht Steiner, die Grundsätze der Freiheit der Kultur, die Gleichheit in der politischen Gemeinschaft und die Brüderlichkeit im wirtschaftlichen Leben in die Praxis umzusetzen.
Zu Steiners anthroposophischen Hypothesen gehören die Lehren von der Drei- und Viergliederung des Menschen und die Temperamentenlehre.
Die Dreigliederung des Menschen in Geist, Seele und Leib und die Einteilung der Seelenfähigkeiten in Denken, Fühlen und Wollen zieht im pädagogischen Bereich die Forderung zur gleichberechtigten Schulung von „Denken, Fühlen und Wollen“ nach sich.
Die Viergliederung des Menschen beschreibt neben dem physischen Körper drei weitere „Wesensglieder“ des Menschen, die nur übersinnlich wahrnehmbar sind. Der Ätherleib sei Träger der Wachstumskräfte, der Astralleib Träger des Seelenlebens und das Ich ein unsterblicher, geistiger Kern im Menschen. Jedes dieser Glieder verlässt zu einem bestimmten Zeitpunkt des Lebens seine übersinnliche Hülle, werde also „geboren“, wie der physische Leib geboren wird, indem er die leibliche Hülle der Gebärmutter verlässt. Diese übersinnlichen Geburten erfolgten in Abständen von sieben Jahren, weshalb die anthroposophische Anthropologie die Entwicklung des Kindes in Jahrsiebte einteilt.

## Kritik
Der Waldorfpädagogik ist, ebenso wie der Anthroposophie, von erziehungswissenschaftlicher Seite häufig Kritik entgegengeschlagen, besonders scharf von Klaus Prange.
Der Bildungswissenschaftler Stefan Thomas Hopmann kritisiert unter anderem, dass Waldorfschulen eine „unabhängige, ergebnisoffene Untersuchung ihrer pädagogischen Praxis nicht zulassen“. Bei außerhalb Deutschlands durchgeführten Untersuchungen schnitten Waldorfschüler nicht schlecht ab; dies sei aufgrund der sozialen Zusammensetzung der Waldorfschulen aber selbstverständlich, da diese als typische Privatschulen überwiegend von „bildungsaktiven Eltern“ ausgewählt würden. Hopmann kritisiert den Anspruch, dass Waldorf-Klassenlehrer als „geliebte Autorität“ agieren sollten, als Form einer „irrationalen Unterordnung“ innerhalb einer „totalitären Pädagogik“. Er sieht die Praxis, dass der Klassenlehrer in den ersten acht Schuljahren nahezu alle Fächer unterrichtet, als problematisch. Ein einzelner Lehrer sei nicht in der Lage, die unterschiedlichen Lernbedürfnisse und Lernschwierigkeiten in jedem Schulfach angemessen zu berücksichtigen. Eine Spezialisierung sei notwendig. Die „Verwiesenheit auf eine einzige Bezugsperson“ eröffne die Möglichkeit für „psychischen (und ggf. physischen) Missbrauch“. Die Waldorflehre wolle nicht „die je einzigartige Persönlichkeit eines Kindes achten“, sondern „Kinder unterschiedlichen Charaktertypen, Entwicklungsstufen, Seeleneigenschaften usw. zuordnen, denen sich dann die jeweilige pädagogische Behandlung unterordnen soll“. Die Waldorfpädagogik bezeichnet er als „heilloses Gebräu esoterischer Glaubenssätze über Drüsen, Zahnentwicklung, astrologischer Einflüsse und ähnlichem“.
Die promovierte Pädagogin und ehemalige Lehrerin Irene Wagner legte 2012 ein Buch zur Kritik der Anthroposophie vor, in dem sie neben Landwirtschaft und Medizin besonders ausführlich auf die Konzepte der Waldorfschulen einging. In einem 2013 erschienenen Interview beschwerte sie sich über die Einrichtung von Hamburgs erster staatlichen Schule mit Elementen der Waldorfpädagogik, die Grundschule Fährstraße. Sie fand, "dass sich das Konzept der Waldorfschule nicht mit dem Bildungsauftrag einer öffentlichen Schule vereinbaren lässt". Wagner führte aus: "Die Sicht auf das Kind ist geprägt von abstrusen Ideen über Karma und Temperamentszuschreibungen. Was dem Laien an Waldorfschulen gefallen könnte, ist nicht Steiners Erfindung, sondern stammt aus der Reformpädagogik. Die könnte man auch ohne den esoterischen Hintergrund praktizieren." Wagner behauptete, bei ihrer Buchrecherche jahrelang Rudolf Steiners Werke studiert zu haben.